# GLUT2
GLUT2 o transportadora de glucosa, también conocida como acarreadora de solutos (de glucosa) familia 2, miembro 2 (SLC2A2), es una transportadora transmembrana de proteínas que posibilita el movimiento pasivo de glucosa a través de las membranas celulares.
Su localización tisular, en el hígado y en células beta-pancreáticas, desempeña una función de regulación de la insulina. En el hígado retira el exceso de glucosa de la sangre. En el páncreas regula la secreción de insulina.
Es una isoforma de baja afinidad química por la glucosa del transportador de glucosa, una proteína implicada en el transporte pasivo de este monosacárido, especialmente importante en su reabsorción a nivel renal. 
En el intestino permite el paso de la glucosa hasta la sangre desde los enterocitos mediante transporte pasivo simple.
En humanos, la proteína es codificada por el gen SLC2A2.